# Porterfield CP-65 Collegiate
Porterfield Aircraft Corporation était un constructeur américain d'avions légers biplaces destinés essentiellement à la formation, le Porterfield Collegiate fut fabriqué à plus de 400 exemplaires à Kansas City, Missouri entre 1936 et 1941.

## Histoire du constructeur
Né en 1890, Edward E. Porterfield travailla dans le commerce de véhicules d'occasion Ford de 1919 à 1924 puis créa en septembre 1925, l'American Eagle Aircraft Company pour développer un aéronef de formation et d'entrainement.
Victime de la récession des années 1930, American Eagle Aircraft Company est en difficultés financières et fusionne en mai 1931 avec Lincoln Aircraft Corporation.
En 1931, Ed Porterfield vendit ses actions de l'entreprise (l'un des trois plus grands fabricants d'avions non militaires dans le monde du printemps 1926 jusqu'à 1929) dont il fut fondateur, Président et Directeur général et œuvra chez American Eagle Aircraft Company comme Directeur des ventes.
En 1933, il fonde Porterfield Aircraft Corporation (en) et lance la mise au point d'un avion conçu par Noel Hockaday: le « Wyandotte Pup » qui devient le premier modèle 35 Porterfield (1934).
Courant 1937, Ed Porterfield fit modifier son modèle Porterfield_35 de 1935 pour profiter de la nouvelle disponibilité des Lycoming, Franklin, et Continental qui introduisirent au printemps 1937, le moteur opposé à plat 40 à 50 hp à quatre cylindres.
Le modèle Porterfield 35 fut reconstruit et baptisé CP-50 (Continental Porterfield 50 HP).
Plus tard en 1938, comme la puissance moteur monta à 65 hp, l’appellation changea en Porterfield "CP-65" puis FP-65 (moteur Franklin), LP-65 (moteur Lycoming).
En 1938, le colonel Roscoe Turner aviateur célèbre, rejoint Porterfield Aircraft Corporation en tant que vice-président : l'entreprise change de nom et devient Porterfield Turner Aircraft.
Une dernière version de luxe fut le Porterfield CP-75 fin 1941.
En 1941, Columbia Aircraft Corporation (en) rachète Porterfield Aircraft Corporation et Ed Porterfield se retira partiellement à la fin de la Seconde Guerre mondiale. Il avait passé toutes les années de la guerre à construire des planeurs transporteurs de troupes Waco CG-3 pour l'armée de l'air américaine dans les usines de Kansas City. Il prendra sa retraite en 1943 et décèdera le 29 août 1948.

## Description du Porterfield CP-65 Collegiate
Roscoe Turner nommé Directeur des ventes et de la publicité lancera le nouveau modèle Porterfield Turner "Collegiate":
On estime à environ une trentaine d'exemplaires encore en état de vol dont un en France (CP-65 Collegiate F-AYRJ) et un au Royaume-Uni (CP-65, ancien CP-50 Collegiate G-AFZL).
Biplace en tandem, l'aéronef est très performant dans sa catégorie (manœuvrabilité, autonomie et vitesse) et sera utilisé en formation dans le cadre du Civilian Pilot Training Program (CPTP) qui vise à doter les États-Unis des pilotes qui leur feraient défaut en temps de guerre.
En 1939, le CPTP achètera 1 800 Piper J-3 Cub puis l'US Army opte pour ce modèle à raison de 3 000 exemplaires par an : Porterfield sera le concurrent malheureux de Piper, le Porterfield Collegiate (40, 50, 65 et 75 hp) ne sera construit qu'à 470 exemplaires seulement entre 1937 et 1941.

## Rankin Collegiate
En 1984, Rankin Aircraft à Maryville, États-Unis acquiert les certificats de type pour tous les appareils Porterfield et fait revivre l'avion en proposant un "Porterfield Rankin Collegiate" certifié par la FAA avec des nervures d'ailes en aluminium embouti.
Comme par exemple, les modèles Porterfield Rankin Collegiate numéro de série 951 immatriculé N1049S et le Numéro de série 910 immatriculé N4256X.

## Galerie

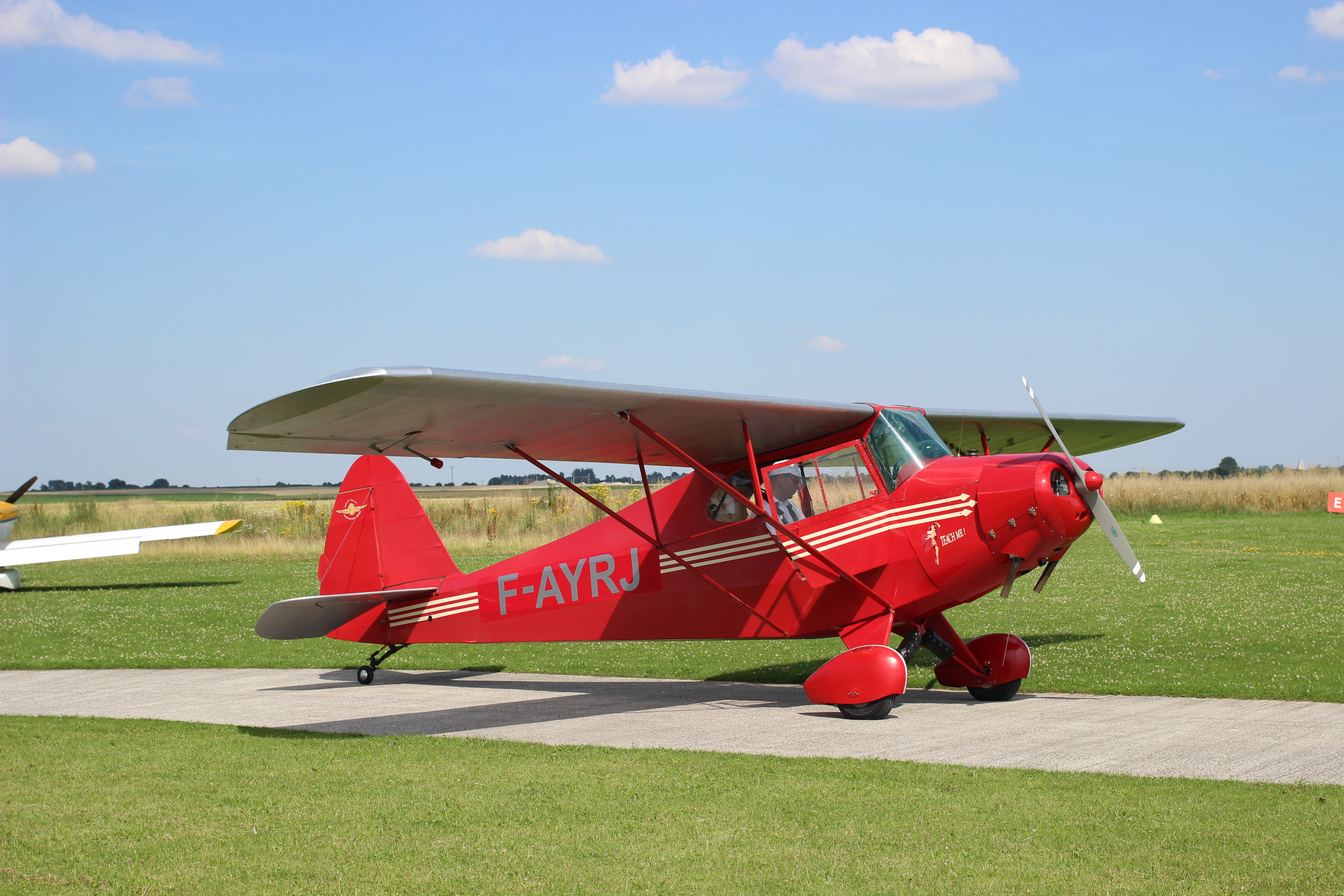
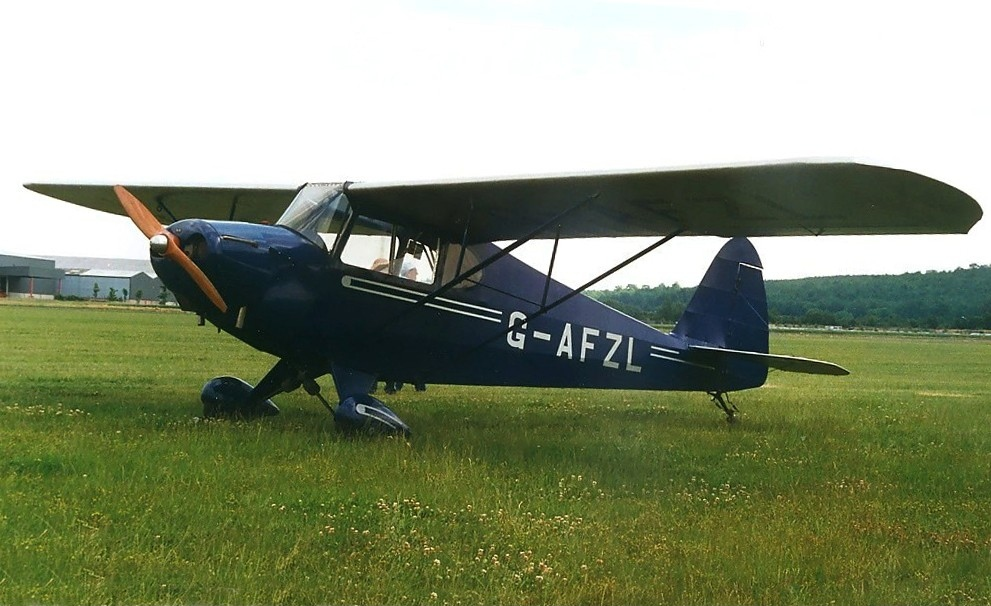
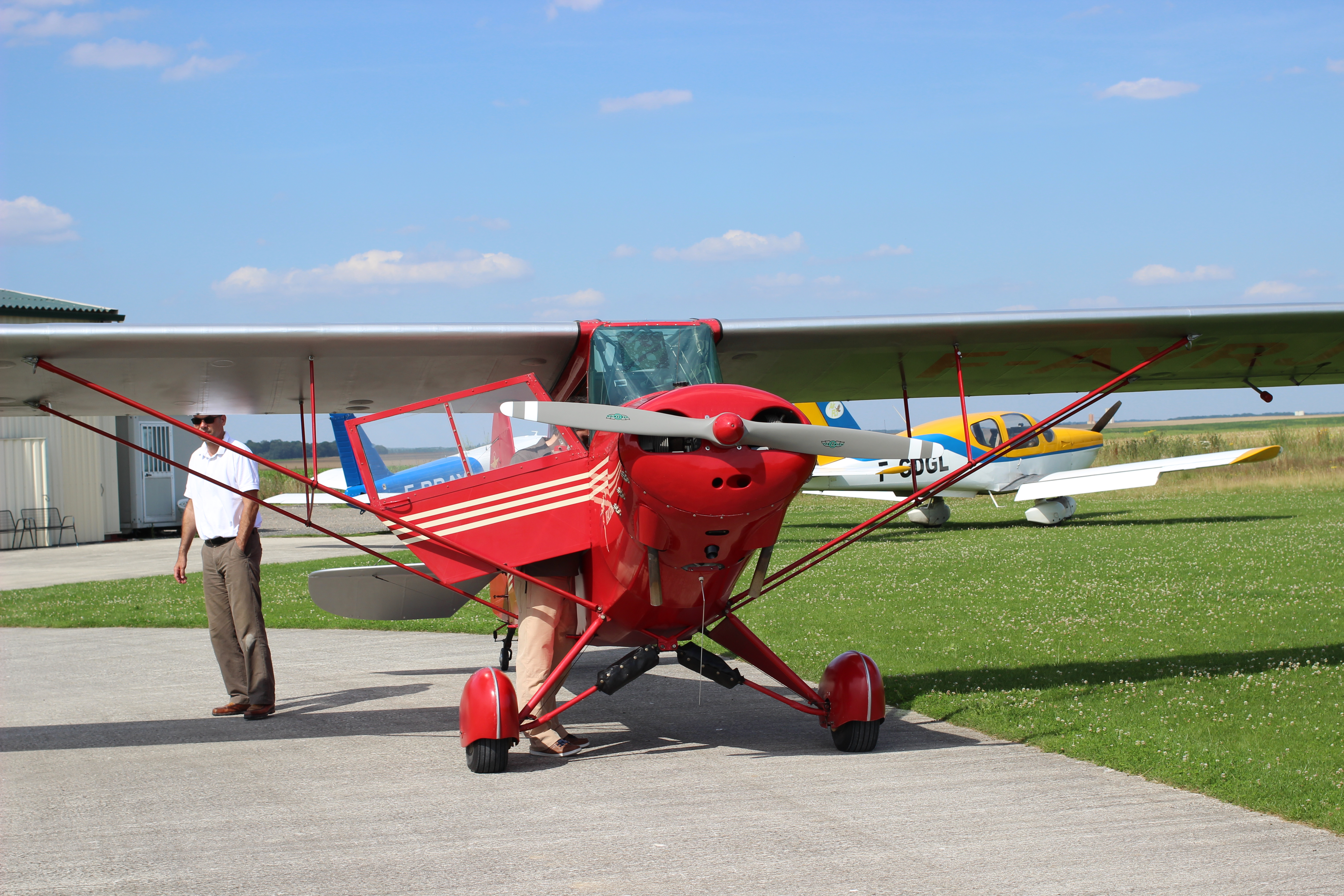
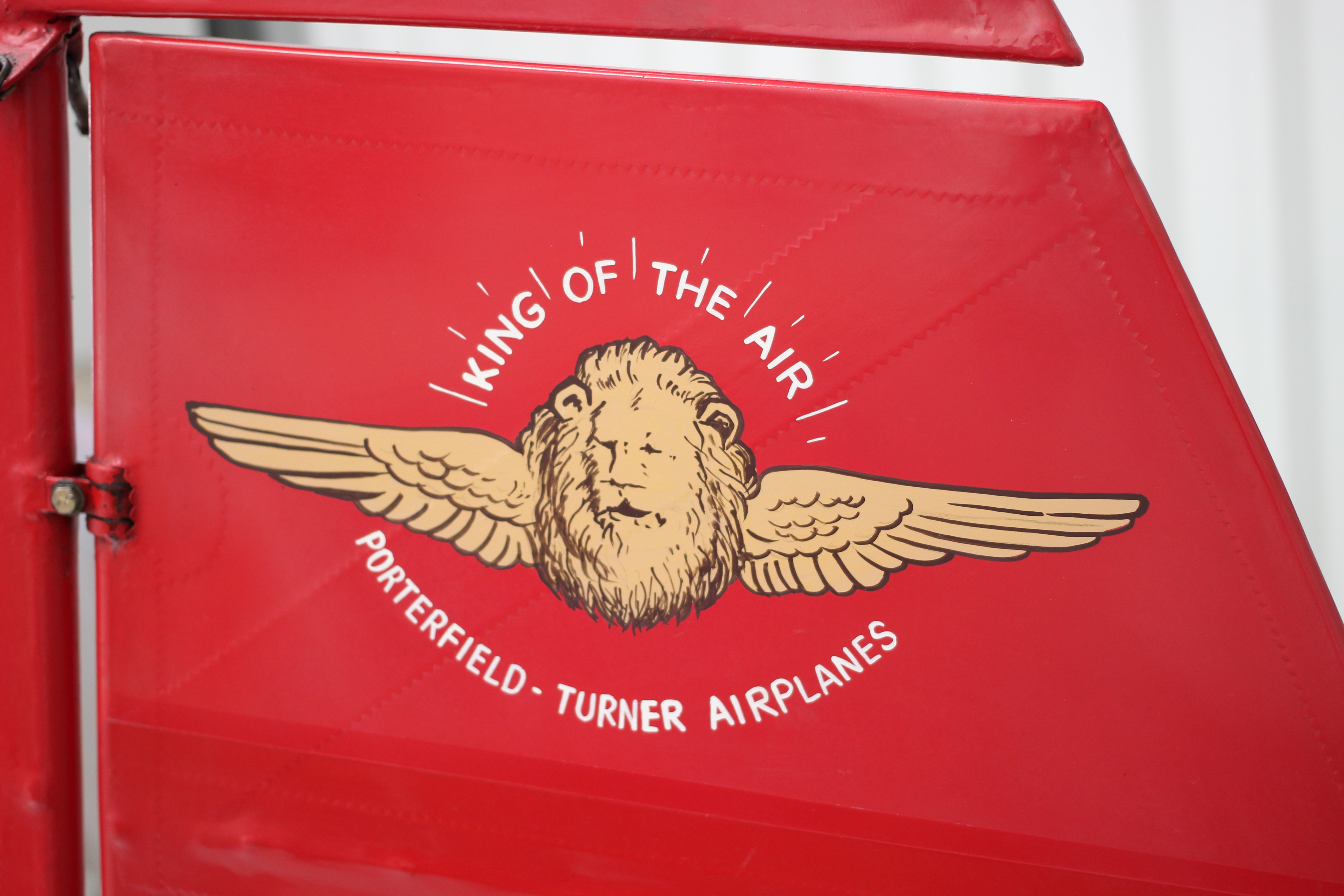
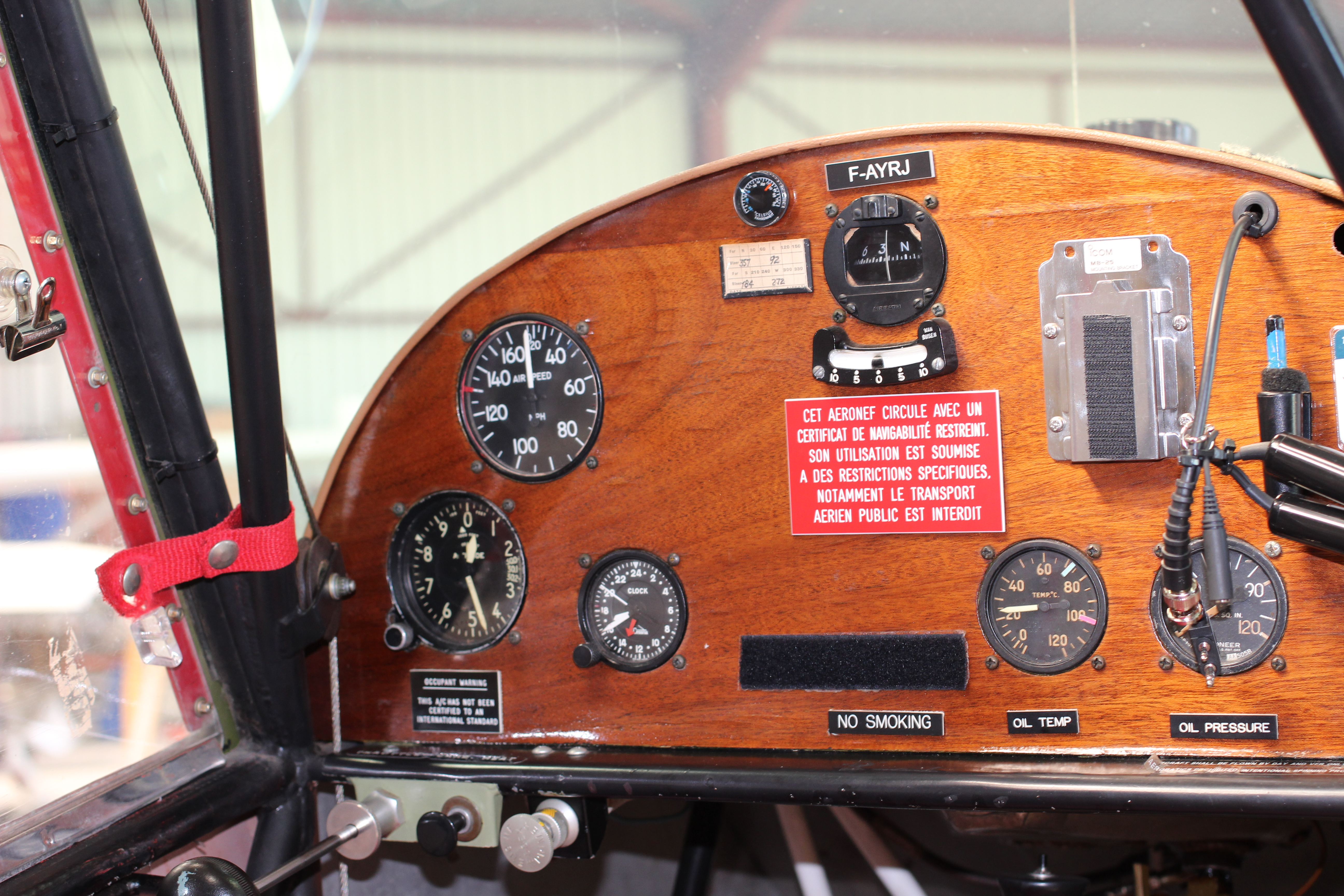
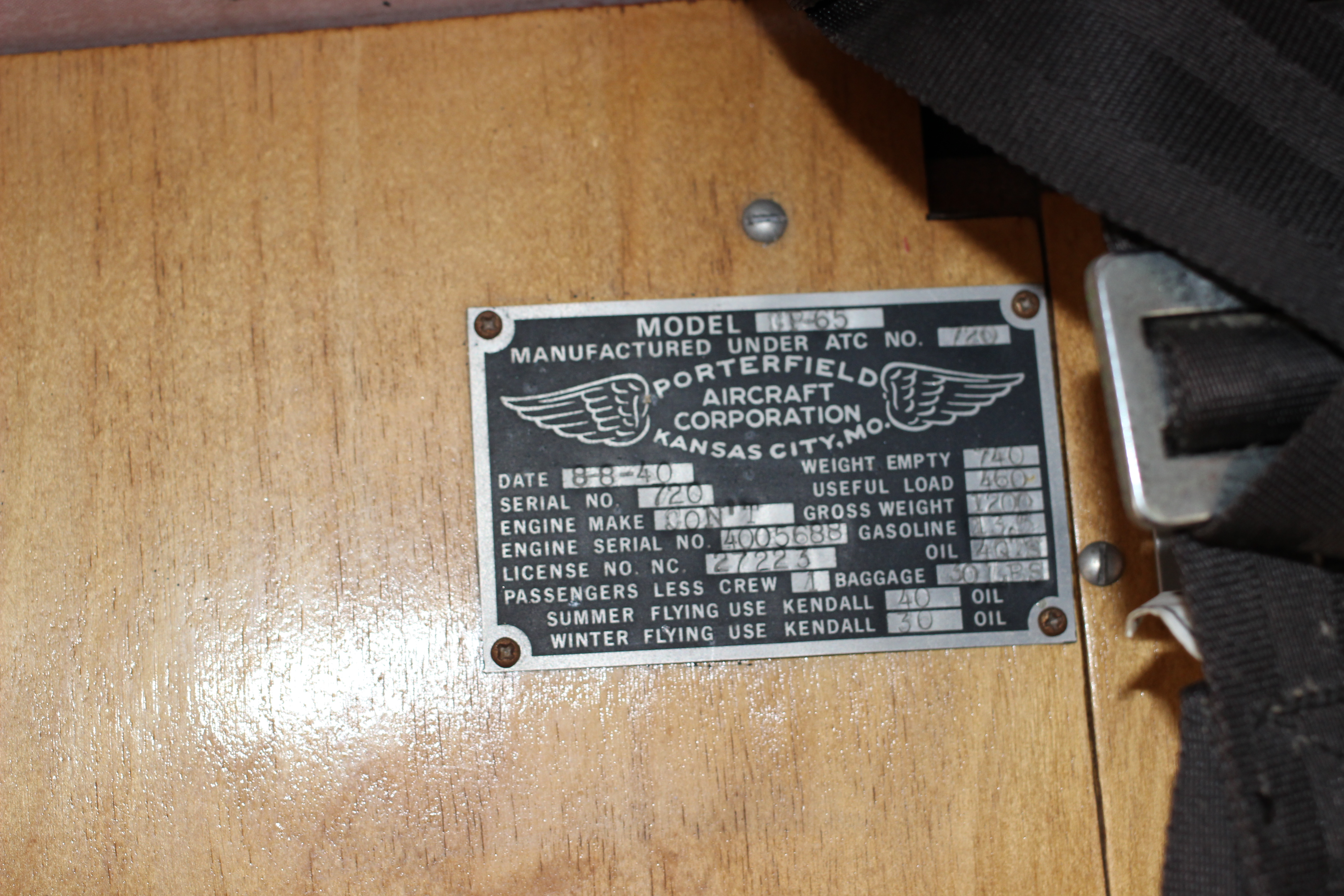

## Caractéristiques techniques
| Porterfield CP-65           | Collegiate Deluxe                |
| --------------------------- | -------------------------------- |
| Longueur                    | 6,90 m                           |
| Envergure                   | 10,59 m                          |
| Hauteur                     | 2,20 m                           |
| Cellule                     | tubes soudés, bois et toile      |
| Moteur                      | Continental A65-8F 65 hp         |
| TBO Moteur                  | 1800 h                           |
| Magnétos                    | SLICK type 4003                  |
| Carburateur                 | NA-S3B Stromberg                 |
| Alternateur/Démarreur       | Sans                             |
| Hélice d'origine            | FAHLIN D562 TC 681 de 72 ’/42’’  |
| Hélice courante             | Sensenich W72CK42 72‘’/42‘’      |
| Train                       | classique fixe                   |
| Amortisseur                 | Empilement de disques caoutchouc |
| Atterrisseur arrière        | roulette type Scott              |
| Nombre de places            | 2 (doubles-commandes)            |
| Charge utile                | 226 kg                           |
| Masse max                   | 544 kg                           |
| Masse à vide                | 317 kg                           |
| Limitation vent de travers  | environ 28 km/h                  |
| Meilleure vitesse de montée | 93 km/h                          |
| VNE                         | 222 km/h                         |
| Croisière rapide            | 157 km/h                         |
| Croisière économique        | 148 km/h à 2 100 tr/min          |
| Décrochage                  | 59 km/h                          |
| Autonomie                   | 3 h 15                           |
| Capacité carburant          | 51 litres                        |
| Consommation                | 16 L/h à 2 100 tr/min            |